# Eduardo Cerda
Eduardo Antonio Cerda García (Santiago, 1 de enero de 1933-19 de febrero de 2025) fue un político chileno, diputado de la República entre 2010 y 2014 por el Distrito N.º 10, que comprende las comunas de Quillota, La Ligua, Hijuelas, La Calera, Zapallar, Petorca, Cabildo, Papudo, Puchuncaví, Quintero y Nogales.

## Familia
Hijo de Alfredo Cerda Jaraquemada –senador entre 1945 y 1961– y Anita García Velasco, y hermano de Teresita Cerda.
Se casó con María del Pilar Lecaros Mackenna y es padre de siete hijos. Uno de sus hijos, Eduardo, fue alcalde de la Municipalidad de Cabildo desde 1996 hasta 2012.

## Carrera política
Fue militante demócrata cristiano. Asumió como alcalde de Cabildo en 1960 y fue reelecto en 1963. 
En 1965 fue elegido diputado por la 5ª agrupación departamental San Felipe, Petorca y Los Andes, período 1965 a 1969, y fue reelegido para los periodos 1969-1973 y 1973-1977, este último interrumpido por el golpe de Estado de 1973. Fue presidente de la Cámara de Diputados entre los meses de junio y julio de 1971.
Tras el fin de la dictadura militar, en 1989 fue elegido nuevamente como diputado, esta vez por el Distrito 10, para el período comprendido entre 1990 y 1994. Buscó la reelección en las elecciones parlamentarias de 1993, sin éxito.
En las elecciones parlamentarias de 2013 buscó ser nuevamente elegido diputado por el Distrito 10, no siendo elegido. En esta última elección tenía 80 años, siendo uno de los candidatos más longevos del proceso eleccionario.

## Historial electoral

### Listado de diputados 1965-1969
- Elecciones parlamentarias de 1965 para las provincias de Petorca, La Ligua y San Felipe.

### Listado de diputados 1969-1973
- Elecciones parlamentarias de 1969 para las provincias de Petorca, La Ligua y San Felipe.

### Elecciones parlamentarias de 1973
- Elecciones parlamentarias de 1973 para las provincias de Petorca, La Ligua y San Felipe[4]

### Elecciones parlamentarias de 1989
- Elecciones Parlamentarias de 1989, por el Distrito 10 (Quillota, La Ligua, Hijuelas, La Calera, Zapallar, Petorca, Cabildo, Papudo, Puchuncaví, Quintero y Nogales)[5]

### Elecciones parlamentarias de 1993
- Elecciones Parlamentarias de 1993 para la Circunscripción 5 (V Región Cordillera)[6]

### Elecciones parlamentarias de 2009
- Elecciones Parlamentarias de 2009, por el Distrito 10 (Quillota, La Ligua, Hijuelas, La Calera, Zapallar, Petorca, Cabildo, Papudo, Puchuncaví, Quintero y Nogales)[5]

### Elecciones parlamentarias de 2013
- Elecciones Parlamentarias de 2013, por el Distrito 10 (Quillota, La Ligua, Hijuelas, La Calera, Zapallar, Petorca, Cabildo, Papudo, Puchuncaví, Quintero y Nogales)[7]